# أجاق كندي (ديزمار شرقي)
أجاق‌ كندي هي قرية في مقاطعة خدا أفرين، إيران. عدد سكان هذه القرية هو 25 في سنة 2006.